# Tatljachajacha
La Tatljachajacha (in russo Татляхаяха?) è un fiume della Russia siberiana occidentale, affluente di destra del Nadym. Scorre nel Nadymskij rajon del Circondario autonomo Jamalo-Nenec.
Il fiume ha origine in una zona paludosa nella parte nord degli Uvali siberiani. Scorre con direzione mediamente settentrionale e sfocia nel Nadym a 434 km dalla foce. La sua lunghezza è di 130 km; il bacino è di 1 900 km².